# Две гривны (банкнота)
Две гривны (укр.  Дві гривні ) — номинал денежных купюр Украинской Народной Республики, выпущенных в 1918 году, и современной Украины, введённых в обращение в 1996 году.

## История

### Украинская Народная Республика
Центральная Рада 1 марта 1918 года приняла Закон «О денежную единицу, биение монеты и печать государственных кредитных билетов», которым была введена новая денежная единица — гривна, которая делилась на 100 шагов и равнялась 1/2 рубля. 30 марта 1918 года был принят закон «О выпуске на 100 млн знаков Госказначейства».
В течение 1918 года в Берлине были напечатаны дензнаки 2 гривен. Эскиз первой купюры, украшенной довольно простым геометрическим орнаментом, выполнил Василий Кричевский, о чём говорят две буквы на лицевой части банкноты — ВК. Банкнота напечатана на желтоватой бумаге, размером 118 мм х 70 мм.
На банкноте на обратной стороне присутствует текст: «Государственные Кредитные Билеты Украинской Народной Республики обеспечиваются государственным имуществом Республики. Государственные Кредитные билеты Украинской Народной Республики ходят наравне с золотой монетой. За фальсификацию Государственных Кредитных билетов виновные караются лишением прав и каторгой.»
Банкнота имеет водяные знаки — чередование колец и крестоцветов.

### Украина
По словам автора первых денежных купюр современной Украины Василия Лопаты, в апреле 1991 года известных художников УССР пригласили для участия в разработке эскизов новой украинской валюты. В состав коллектива по разработке эскизов вошли народный художник Украины А. Данченко, заслуженные деятели искусств Украины В. Перевальский, заслуженные художники Украины В. Юрчишин, С. Якутович и сам В. Лопата.
Работа по созданию денежных купюр проходила под эгидой комиссии Верховной рады Украины по вопросам экономических реформ и управления народным хозяйством, а также комиссии по вопросам культуры и духовного возрождения. В этой работе приняли участие народные депутаты Украины Лесь Танюк, Павел Мовчан, Дмитрий Павлычко, Владимир Яворивский, 
Иван Заец и др.
Эскизы денежной купюры рассматривал Президиум Верховного Совета под председательством Леонида Кравчука, который утвердил эскизы, подготовленные В. Лопатой.

### Образец 1992 года
Первые купюры гривны были изготовлены канадской компанией «Canadian Bank Note Company» в 1992 году и больше не печатались.
Банкнота изготовлена на специальной белой бумаге, которая не флуоресцирует в ультрафиолетовых лучах, с однотонными водяными знаками в форме трезубца, расположенными по всей площади банкноты. Банкнота содержит рельефные элементы, микротекст, защитную ленту, рельефные элементы, радужную печать, видимые защитные волокна, скрытое изображение, флуоресцентный номер и высокую печать.
На аверсной стороне справа расположено графическое изображение Ярослава Мудрого, а на реверсной — гравюрной изображение Святой Софии Киевской. Дизайн обеих сторон дополнен орнаментами.
Номер на банкноте всегда начинается с двойки. Разграничить номера между Матвиенко, Гетьмана и Ющенко невозможно, так как номера ставились на уже отпечатанных банкнотах всех видов..
Банкнота введена в обращение 2 сентября 1996 года.

### Образец 1995 года
Купюры двух гривен образца 1995 года были изготовлены на Банкнотно-монетном дворе Национального банка Украины в 1995 году.
Банкнота изготовлена на специальной белой бумаге, которая не флуоресцирует в ультрафиолетовых лучах, с цветными водяными знаками в виде портрета, соответствующего портрету на лицевой стороне банкноты. Банкнота содержит рельефные элементы, микротекст, защитную ленту, скрытое изображение, рельефные элементы изображения, радужную печать, знак для людей с ослабленным зрением, видимые и невидимые защитные волокна, флуоресцентный номер, высокую печать, орловскую печать и магнитный номер. Надпись на защитной ленте — повторяющееся слово «2 гривны»
На аверсной стороне справа расположено графическое изображение Ярослава Мудрого, а на реверсной — гравюрное изображение Святой Софии Киевской. Дизайн обеих сторон дополнен орнаментами.
Введена в обращение 1 сентября 1997 года.

### Образец 2001 года
Дизайн банкноты образца 2001 года соответствует дизайну банкноты образца 1995 года, за исключением местоположения подписи и измененного текста - вместо "Голова правлiння банку" использован текст "Голова".
Введена в обращение 6 июля 2001 года.

### Образец 2004 года
Купюры двух гривен образца 2004 года были изготовлены на Банкнотно-монетном дворе Национального банка Украины в 2004 и 2005 годах.
Банкнота изготовлена на специальной тонированной бумаге, оттенок которой соответствует преобладающему цвету банкноты. Бумага не флуоресцирует в ультрафиолетовых лучах, содержит многоцветный водяной знак в виде портрета, соответствующего портрету на лицевой стороне банкноты. Бумага также содержит двухцветный водяной знак (штрихкод), защитную ленту и защитные волокна. Банкнота содержит совмещенное изображение, рельефные элементы, знак для людей с ослабленным зрением, скрытое изображение, микротекст, орловскую и радужную печати и рельефные элементы . Надпись на защитной ленте — повторяющееся «2 грн.».
На аверсной стороне справа расположено графическое изображение Ярослава Мудрого, в центре — денежная единица гривна периода его правления, а на реверсной — изображение Собор Святой Софии в Киеве, справа от которого размещена художественная композиция, включающая военное снаряжение (в том числе, шлем Ярослава Всеволодовича), предметы быта и элементы декора времен Ярослава Мудрого, а также сборник законов «Русская Правда». Дизайн обеих сторон дополнен орнаментами.
Банкноту разработали Александр Харук и Сергей Харук. В отличие от банкнот образца 1992—2001 годов, на которых Ярослав Мудрый был изображён без бороды (только с усами), на новой банкноте князь изображён с бородой.
Введена в обращение 1 декабря 2004 года.

## Статистические данные
| Банкноты разных лет выпуска | Банкноты разных лет выпуска | Банкноты разных лет выпуска | Банкноты разных лет выпуска | Банкноты разных лет выпуска | Банкноты разных лет выпуска | Банкноты разных лет выпуска | Банкноты разных лет выпуска | Банкноты разных лет выпуска | Банкноты разных лет выпуска |
| Изображение                 | Изображение                 | Подписи                     | Размеры (мм)                | Основные цвета              | Описание                    | Описание                    | Даты                        | Даты                        | Даты                        |
| Лицевая сторона             | Оборотная сторона           | Подписи                     | Размеры (мм)                | Основные цвета              | Лицевая сторона             | Оборотная сторона           | печати                      | выпуска                     | изъятия                     |
| --------------------------- | --------------------------- | --------------------------- | --------------------------- | --------------------------- | --------------------------- | --------------------------- | --------------------------- | --------------------------- | --------------------------- |
|                             |                             |                             | 118×70                      | зелёно-коричневый           | орнамент                    | орнамент                    | 1918                        | 1918                        | после 1924                  |
|                             |                             | В. Матвиенко (1992)         | 135×70                      | Коричневый                  | князь Ярослав Мудрый        | Софийский собор в Киеве     | 1992                        | 2 сентября 1996             | 15 июля 2003                |
|                             |                             | В. Гетьман (1992)           | 135×70                      | Коричневый                  | князь Ярослав Мудрый        | Софийский собор в Киеве     | 1992                        | 2 сентября 1996             | 15 июля 2003                |
|                             |                             | В. Ющенко (1992)            | 135×70                      | Коричневый                  | князь Ярослав Мудрый        | Софийский собор в Киеве     | 1992                        | 2 сентября 1996             | 15 июля 2003                |
|                             |                             | В. Ющенко (1995)            | 133×66                      | оранжево-коричневый         | князь Ярослав Мудрый        | Софийский собор в Киеве     | 1995                        | 1 сентября 1997             | 28 сентября 2004            |
|                             |                             | В. Стельмах (2001)          | 133×66                      | оранжево-коричневый         | князь Ярослав Мудрый        | Софийский собор в Киеве     | 2001                        | 6 июля 2001                 | 28 сентября 2004            |
|                             |                             | С. Тигипко (2004)           | 118×63                      | оранжево-коричневый         | князь Ярослав Мудрый        | Софийский собор в Киеве     | 2004                        | 28 сентября 2004            | 1 октября 2020              |
|                             |                             | В. Стельмах (2005)          | 118×63                      | оранжево-коричневый         | князь Ярослав Мудрый        | Софийский собор в Киеве     | 2005                        | 10 июня 2005                | 1 октября 2020              |
|                             |                             | С. Арбузов (2011)           | 118×63                      | оранжево-коричневый         | князь Ярослав Мудрый        | Софийский собор в Киеве     | 2011                        | 1 декабря 2011              | 1 октября 2020              |
|                             |                             | И. Соркин (2013)            | 118×63                      | оранжево-коричневый         | князь Ярослав Мудрый        | Софийский собор в Киеве     | 2013                        | 1 апреля 2014               | 1 октября 2020              |
|                             |                             | Я. Смолий (2018)            | 118×63                      | оранжево-коричневый         | князь Ярослав Мудрый        | Софийский собор в Киеве     | в обращении не находились   | в обращении не находились   | в обращении не находились   |